# 東京工科大学メディア学部
東京工科大学メディア学部（とうきょうこうかだいがくメディアがくぶ）は、東京工科大学に設置されている学部の一つ。

## 概要
東京工科大学メディア学部は、1999年に誕生した学部であり、日本で最初のメディア学部である。メディア学部初代学部長には、相磯秀夫が就任し、21世紀の未来や社会にさまざまな形で貢献できる、創造性豊かな人材育成を目指している。
教育では、学生は多彩なメディア基礎技術、ICTスキルを確実に修得し、専門性を高めていく革新的な教育・研究を展開している。メディア学部では、最初に全ての学生が技術中心の基礎科目をしっかり学ぶことを重視し、高校時代に文系であっても理系であっても、基礎を確実に身につけていき、その後、自らの興味や目標に応じてさまざまなメディア分野へ進むことを目指している。
大学1・2年次では、コースに分かれず、学生は豊富な専門科目から興味に応じた科目を自由に選択可能なカリキュラムを用意している。その後、学生は徐々に自分の方向性を決めていき、大学3年次の夏には、コンテンツコース、技術コース、社会コースから所属コースを決定し、同時に研究室の配属を決めていく。いずれの分野に進んでもICT（情報通信技術）の素養を身につけることができるようにカリキュラムの設計がされている。
メディアコンテンツコースでは、最新のコンテンツ制作の理論・技術を活用して、ゲーム、アニメーション、映像、音楽、Webなど魅力的なコンテンツの制作方法や表現手法を学んでいく。
メディア技術コースでは、メディアの新しい仕組みや技術を創造し、それらを活用する環境を提供するヒューマンインタフェース、イメージメディア、コミュニケーション、音声音響メディア、アプリケーション、音声対話、ゲームデバイスなどを学んでいく。
メディア社会コースでは、メディアコンテンツや技術を、広く社会やビジネスに活用していくための知識や方法を研究し、社会情報、ソーシャルデザイン、サービスデザイン、ビジネスデザイン、経済分析、マーケティング、広告などの領域を学んでいく。

## 沿革
- 1999年 - メディア学部メディア学科を開設。
- 2001年 - 南カリフォルニア大学（USC）映画テレビジョン学部と提携。南カリフォルニア大学ロバート・ゼメキス・センター内に、東京工科大学ディジタル・スタジオ・システムズ・ラボを開設。
- 2003年 - 大学院メディア学研究科メディア学専攻（修士課程）を開設。
- 2005年 - 大学院メディア学研究科修士課程を廃止。大学院バイオ・情報メディア研究科メディアサイエンス専攻（博士前期課程・博士後期課程）、アントレプレナー専攻（修士課程））を開設。
- 2009年 - バイオ・情報メディア研究科アントレプレナー専攻を、蒲田サテライトキャンパスより八王子キャンパスへ移転。
- 2012年 - メディア学部、コンピュータサイエンス学部のコースを再編。5学部8学科18コースとなる。教養学環設置。
- 2015年 - 工学部（機械工学科、電気電子工学科、応用化学科）を開設。メディア学部、コンピュータサイエンス学部、デザイン学部の各コースを再編成。

## 組織
メディア学部
- メディア学科
  - メディアコンテンツコース
  - メディア技術コース
  - メディア社会コース

大学院
バイオ・情報メディア研究科
- メディアサイエンス専攻（修士課程、博士後期課程）
- バイオニクス専攻（修士課程、博士後期課程）
- コンピュータサイエンス専攻（修士課程、博士後期課程）
- アントレプレナー専攻（修士課程）

## 学部長
- 大淵 康成